# Джек Тейлор (американський плавець)
Джек Тейлор (англ. Jack Taylor, 31 січня 1931 — 30 травня 1955) — американський плавець.
Призер Олімпійських Ігор 1952 року.